# La Yein Fonda

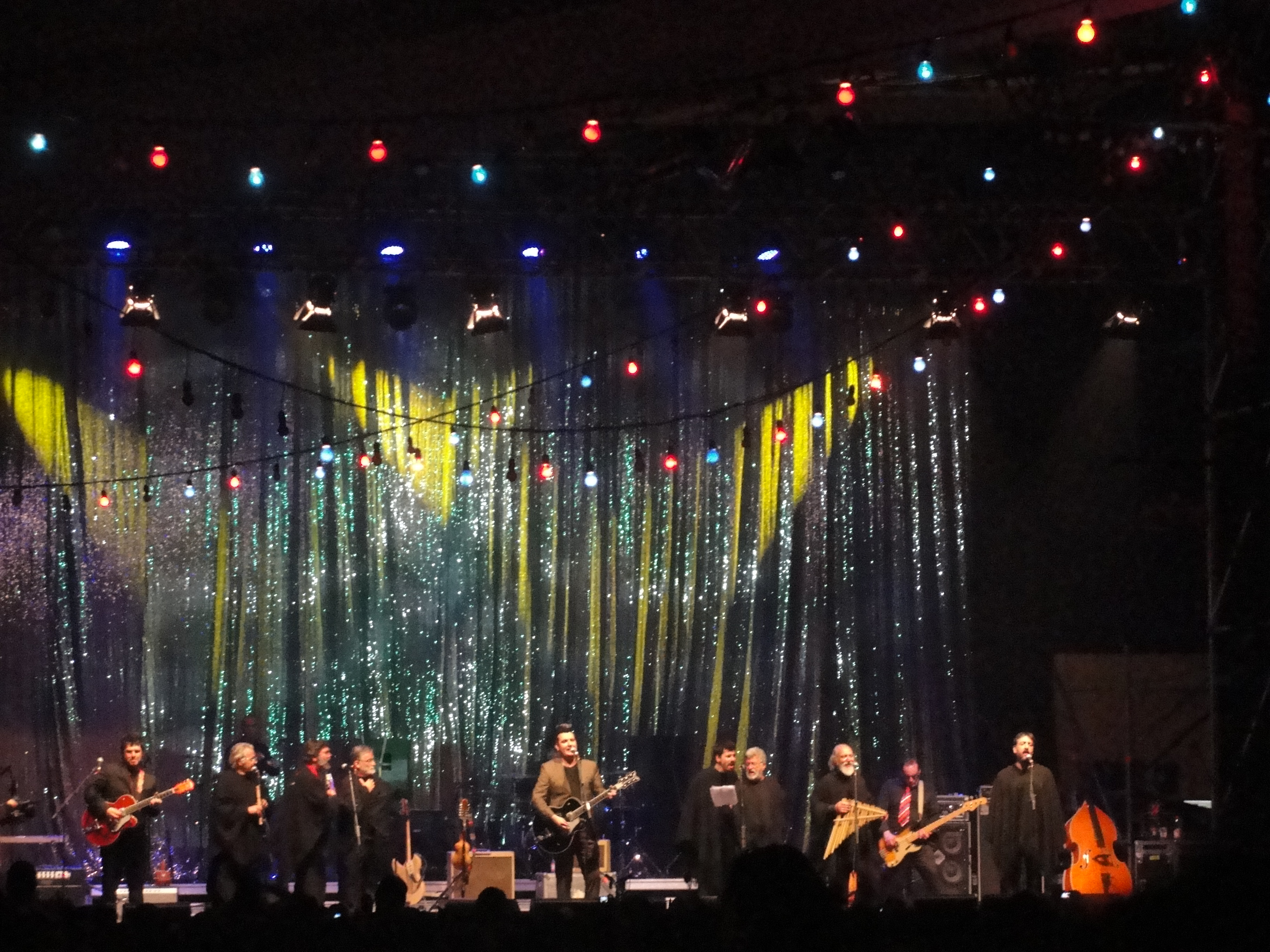
El grupo Los Tres, fundadores de La Yein Fonda, en la versión de la fonda de 2010.

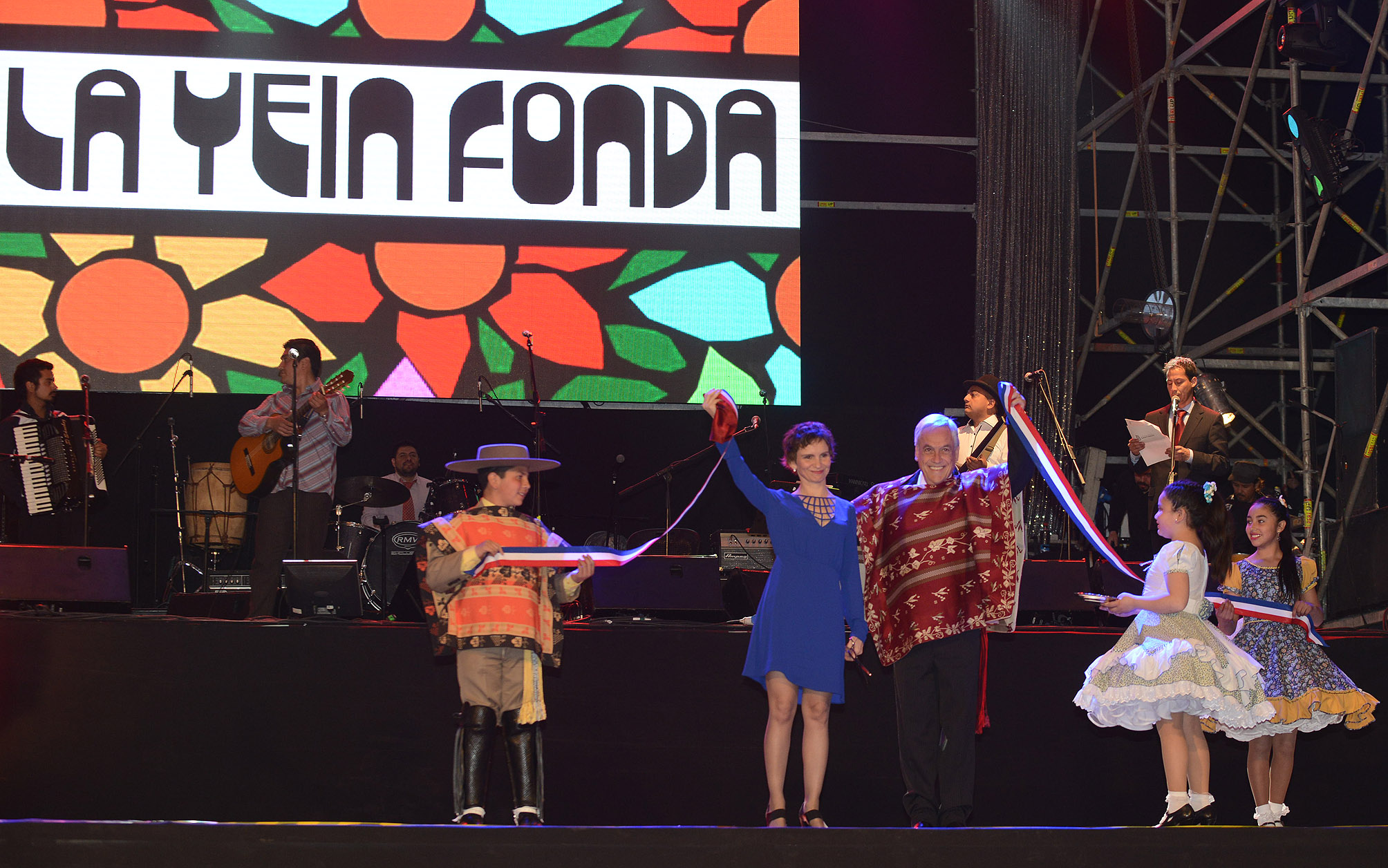
El entonces presidente Sebastián Piñera y la alcaldesa de Santiago Carolina Tohá inaugurando la fonda en 2013.

La Yein Fonda es una popular peña folclórica o fonda chilena que se instala, desde su creación, cada mes de septiembre durante las Fiestas Patrias en Santiago de Chile.
Fue fundada en 1996 por el grupo musical Los Tres, que tomó el nombre de su álbum La Yein Fonda, lanzado ese mismo año. El nombre hace alusión a la pronunciación del nombre de Jane Fonda, famosa actriz estadounidense. En 2001 se editó el disco doble La Yein Fonda II, compilación de la fonda realizada ese año. El disco cuenta con las participaciones de Álvaro Henríquez en Los Pettinellis, Los Bunkers, entre otros varios artistas.
Desde 2004 La Yein Fonda se realiza en la comuna santiaguina de Quinta Normal, sin embargo ha tenido ediciones en otros lugares. En 2012 tuvo un evento paralelo en el casino Enjoy Santiago. En 2013, se instaló en el Parque O'Higgins, Santiago centro, y fue la «fonda oficial» del recinto. En 2016 se instaló en el Parque Araucano, en Las Condes.